# Chrysemosa jeanneli
Espèce
Chrysemosa jeanneli  est une espèce d'insectes de la famille des Chrysopidae, ordre des névroptères. On la trouve en Namibie, en Afrique du Sud, en Tanzanie, au Kenya, au Botswana et au Swaziland.